# Ангария (фабрика мороженого)
«Ангария» — ангарская фабрика производства мороженого, пущенная в 1958 году, крупнейший производитель мороженого Иркутской области.
В первые годы выпускался лишь один сорт мороженого — «в стаканчике», позже ассортимент расширен, появились мороженое томатное, лимонное, шоколадное, а также пломбир на палочке.
После распада СССР хладокомбинат был акционирован, предприятие переименовано в «Ангарию», то же наименование получила и продукция. К 2002 году фабрика вышла на пик производственных возможностей — 600 тонн мороженого в месяц. В 2008 году в период кризиса предприятие столкнулось с серьёзными осложнениями.
В 2014 году на фабрике проведена реконструкция, пущены итальянские линии мощностью 16 тыс. порций мороженого в час. Также с 2014 года функционирует собственная розничная сеть (более 30 магазинов в 6 ближайших городах, один из которых — в Улан-Баторе).
По состоянию на 2019 год в зимнее время года фабрика выпускает около 150 тонн продукции в месяц, летом — около 300 тонн, всего в ассортименте более 100 разновидностей мороженого, в том числе рожки, вафельные стаканчики и эскимо, часть продукции экспортируется, в том числе в Монголию и Китай.